# 席凡寧根的海景
《席凡寧根的海景》（英語：Beach at Scheveningen in Stormy Weather）是文森·梵谷於1882年所創作的一幅油畫，該作品描繪海牙附近的席凡寧根沿海景觀。該作品現存於阿姆斯特丹的梵高博物馆。

## 描述
梵谷於1881年12月在堂兄安東·莫夫的監督下創作了他的第一幅畫作。《席凡寧根的海景》這幅作品是梵高在1882年8月第二次嘗試繪畫時創作的。
這幅畫描繪了1882年8月21日或22日一個暴風雨的日子裡，席凡寧根的海灘，該海灘位於距離海牙幾英里的北海沿岸。當時的暴風曾捲起沙子，差點把梵谷吹倒。他設法從厚厚的濕畫上刮掉了大部分風吹沙，但仍有一些沙粒殘留於畫作上。
這幅畫是印象派對海牙畫派（如亨德里克·威廉·梅斯達格1881年的席凡寧根全景圖）灰色調海景的演繹。構圖分為三個水平區域：灰色的天空和翻滾的烏雲、令人生畏；灰色的大海，白色的海浪拍打著海岸、棕色、橙色、黃色和綠色的海灘和沙丘。很多漁夫在海灘上，其中一些漁婦戴著白色的帽子，梵谷看著一群騎著馬和推車的人，正要拉動漁船上的繩索以便將其安全靠岸。人們通過一些微小的筆觸暗示，而斷路器則通過直接從管子上塗上的粗線來暗示。

這幅畫在完成後，存放在梵谷位於布雷達的家中。1886年全家搬走時，它與許多其他早期作品一起被留在閣樓上，由木匠阿德里安斯·施勞文擁有。1902年，它作為一批毫無價值的「垃圾」的一部分賣給了商人JC庫弗勒，然後來到了鹿特丹的奧爾登澤爾藝術館保存。隨後在1903年被煙草進口商格拉赫·裡比烏斯·佩萊蒂埃以 2,500荷蘭盾的創紀錄價格買下，當時梵古的其他作品售價不到 1,000 荷蘭盾。它由佩萊蒂埃以的女兒莉斯貝思·裡比烏斯·佩萊蒂埃繼承，莉斯貝思在1989年去世後，其後代將《席凡寧根的海景》捐贈給了荷蘭政府。

## 盜竊及找回
自 1989 年以來，阿姆斯特丹的梵高博物館一直收藏著《席凡寧根的海景》，但在2002年12月7日連同梵高後來的畫作《離開尼厄嫩教堂的信眾》一起被盜。此後失蹤了13年多，直到2016 年1月，才由義大利財政衛隊在距離義大利南部大城那不勒斯20公里處的斯塔比亞海堡發現。不過，畫作失而復返的消息，直到同年9月才公布。畫作並於2017年3月重回梵谷博物館。

## 外部連結
- 维基共享资源上的相關多媒體資源：席凡寧根的海景